# Esthemopsis
Esthemopsis es un género de mariposas de la familia Riodinidae.

## Descripción
Especie tipo Esthemopsis clonia Felder, C y R Felder, 1865.

## Diversidad
Existen 10 especies reconocidas en el género, 9 de ellas tienen distribución neotropical.
- E. aeolia
- E. alicia
- E. clonia
- E. colaxes
- E. crystallina
- E. jesse
- E. macara
- E. pherephatte
- E. sericina
- E. talamanca

## Plantas hospederas
Las especies del género Esthemopsis se alimentan de plantas de la familia Malvaceae. Las plantas hospederas reportadas incluyen los géneros Trichospermum.